# Ієрархія Гжегорчика
Ієрархія Гжегорчика — ієрархія функцій в теорії обчислюваності, названа іменем польського логіка Анджея Гжегорчика.
В цій ієрархії присутні всі примітивно рекурсивні функції і тільки вони.
Ієрархія розділяє їх на рівні по швидкості зростання. Функції на нижчих рівнях зростають повільніше ніж на вищих.

## Визначення
Визначимо нескінченну множину функцій Ei, де i натуральне число:
{\displaystyle {\begin{array}{lcl}E_{0}(x,y)&=&x+y\\E_{1}(x)&=&x^{2}+2\\E_{n+2}(0)&=&2\\E_{n+2}(x+1)&=&E_{n+1}(E_{n+2}(x))\\\end{array}}}
{\displaystyle E_{0}} — додавання, {\displaystyle E_{1}} — многочлен другого степеня.
Для всіх n > 1, {\displaystyle E_{n}(x)=E_{n-1}^{x}(2)} — ітерація функції {\displaystyle E_{n-1}} для 2.
Визначимо класи ієрархії {\displaystyle {\mathcal {E}}^{n}}, що включатимуть такі функції:
1. Ek для k < n
2. нульова функція (Z(x) = 0);
3. функція-наступник (S(x) = x + 1);
4. функція проектування ({\displaystyle p_{i}^{m}(t_{1},t_{2},\dots ,t_{m})=t_{i}});
5. (узагальнена) композиція функцій (якщо h, g1, g2, ... gm  в {\displaystyle {\mathcal {E}}^{n}}, тоді {\displaystyle f({\bar {u}})=h(g_{1}({\bar {u}}),g_{2}({\bar {u}}),\dots ,g_{m}({\bar {u}}))} теж в {\displaystyle {\mathcal {E}}^{n}}); та
6. результат обмеженої (примітивної) рекурсії застосований до функцій класу, (якщо g, h, j в {\displaystyle {\mathcal {E}}^{n}} та {\displaystyle f(t,{\bar {u}})\leq j(t,{\bar {u}})} для всіх t та {\displaystyle {\bar {u}}}, а також {\displaystyle f(0,{\bar {u}})=g({\bar {u}})} та {\displaystyle f(t+1,{\bar {u}})=h(t,{\bar {u}},f(t,{\bar {u}}))}, тоді f також в {\displaystyle {\mathcal {E}}^{n}}).

Тобто, {\displaystyle {\mathcal {E}}^{n}} є замиканням множини {\displaystyle B_{n}=\{Z,S,(p_{i}^{m})_{i\leq m},E_{k}:k<n\}} відносно композиції та обмеженої рекурсії.

## Властивості
Множини утворюють ієрархію
{\displaystyle {\mathcal {E}}^{0}\subseteq {\mathcal {E}}^{1}\subseteq {\mathcal {E}}^{2}\subseteq \cdots }
тому що вони є замиканнями відповідних множин {\displaystyle B_{0}\subseteq B_{1}\subseteq B_{2}\subseteq \cdots }.
Ніде немає рівності
{\displaystyle {\mathcal {E}}^{0}\subsetneq {\mathcal {E}}^{1}\subsetneq {\mathcal {E}}^{2}\subsetneq \cdots }
тому що гіпероператор {\displaystyle H_{n}} в {\displaystyle {\mathcal {E}}^{n}} але не в {\displaystyle {\mathcal {E}}^{n-1}}.
- {\displaystyle {\mathcal {E}}^{0}} включає функції x+1, x+2, ...
- {\displaystyle {\mathcal {E}}^{1}} добавляє функції x+y, 4x, ...
- {\displaystyle {\mathcal {E}}^{2}} добавляє такі добутки як xy, x4
- {\displaystyle {\mathcal {E}}^{3}} добавляє такі піднесення до степеня xy, 222x і рівний класу ELEMENTARY.
- {\displaystyle {\mathcal {E}}^{4}} добавляє тетрації,  наступні класи по аналогії.

## Примітивні рекурсивні функції
Визначення {\displaystyle {\mathcal {E}}^{n}} співпадає з визначенням примітивно рекурсивних функцій, за винятком того, що рекурсія обмежена ({\displaystyle f(t,{\bar {u}})\leq j(t,{\bar {u}})} для j в {\displaystyle {\mathcal {E}}^{n}}) та функції {\displaystyle (E_{k})_{k<n}} явно включені в {\displaystyle {\mathcal {E}}^{n}}. Тому ця ієрархія розділяє силу примітивної рекурсії на різні рівні.
За визначенням {\displaystyle {\mathcal {E}}^{n}\subseteq {\mathsf {PR}}}) та
{\displaystyle \bigcup _{n}{{\mathcal {E}}^{n}}\subseteq {\mathsf {PR}}}
Також можна показати, що довільна функція з PR знаходиться на деякому рівні ієрархії, тому
{\displaystyle \bigcup _{n}{{\mathcal {E}}^{n}}={\mathsf {PR}}}
Множини {\displaystyle {\mathcal {E}}^{0},{\mathcal {E}}^{1}-{\mathcal {E}}^{0},{\mathcal {E}}^{2}-{\mathcal {E}}^{1},\dots ,{\mathcal {E}}^{n}-{\mathcal {E}}^{n-1},\dots } поділяють множину PR.

## Розширення
Існує схожа класифікація на основі програми LOOP.
Існує розширення ієрархії на трансфінітні ординали, що називається швидко-зростаюча ієрархія.